# Stradomno
Stradomno – wieś w Polsce położona w województwie warmińsko-mazurskim, w powiecie iławskim, w gminie Iława.
W latach 1975–1998 miejscowość administracyjnie należała do województwa olsztyńskiego.